# روحان (الشعر)

تعديل مصدري - تعديل

روحان هي إحدى قرى عزلة الأ ملؤك بمديرية الشعر التابعة لمحافظة إب،وهي احدى اكبر القرى وأكثرها شهرة على الإطلاق وتتمتع بموقع جغرافي استراتيجي وهام جدا حيث انها مطله على اجزاء واسعة من مديريات بعدان والسبره والنادره واجزاء من مديرية قعطبه محافظة الضالع .. واكبر القبائل التي تسكنها كالتالي (بيت الغزالي وهي اكبر القبائل ، ثم بيت الروحاني ، ثم بيت المنتصر، وبيت النجار ،وبيت الزمزمي، وبيت الحيمي، وبيت العداني، وبيت معزب، وبيت عزان ، مع ملاحظة أن الأسر المنسوبة إلى قبيلة بيت الروحاني تعتبر فروع من القبيلة الأم التي هي قبيلة بيت الغزالي ) وفيها اكثر من 130منزل ولا يوجد منزل فيها إلا وفيه على الاقل مغترب واحد في الولايات المتحدة الأمريكية يتجاوز عدد سكانها 2500 نسمة حاليا فيما بلغ تعداد سكانها 926 نسمة حسب تعداد اليمن لعام 2004.